# Senat von Kanada
Der Senat von Kanada (englisch Senate of Canada, französisch Le Sénat du Canada) ist, ebenso wie der kanadische Monarch und das Unterhaus (englisch House of Commons, französisch Chambre des communes), ein Teil des kanadischen Parlaments.
Das kanadische Parlament ist nach dem Vorbild des britischen Westminster-Systems gestaltet. Im Einklang mit diesem wird der Senat als „Oberhaus“ (englisch Upper House, französisch chambre haute), das House of Commons als „Unterhaus“ (englisch Lower House, französisch chambre basse) bezeichnet. Diese Bezeichnung steht zwar im Einklang mit der protokollarischen Rangordnung, macht jedoch keine Aussage über die politische Bedeutung. De facto ist das Unterhaus wesentlich einflussreicher. Obwohl formal die Zustimmung beider Kammern notwendig ist, um ein Gesetz zu beschließen, weist der Senat nur in Ausnahmefällen einen Gesetzesentwurf zurück. Der Senat hat keine Möglichkeit, den Premierminister und die übrigen Minister zu wählen oder abzusetzen. Steuergesetze müssen verfassungsgemäß immer ihren Weg im Unterhaus beginnen.
Im Senat sitzen 105 Abgeordnete, die der Generalgouverneur auf Empfehlung des kanadischen Premierministers ernennt. Die Sitze sind nach Regionen aufgeteilt. Da die Zahl der Senatoren je Region seit 1867 gleich geblieben ist, ergeben sich mittlerweile große Disproportionalitäten in der Repräsentation im Verhältnis zur Einwohnerzahl. Die Senatoren haben keine feste Amtszeit, sondern können ihr Amt bis zum 75. Lebensjahr wahrnehmen.
Das kanadische Parlament geht auf das Verfassungsgesetz von 1867 zurück. Reformvorschläge für den Senat sind fast so alt wie der Senat selbst. Größere Reformen scheiterten bisher aber immer an den Problemen einer dafür notwendigen Verfassungsänderung. Sitz des Parlaments und damit auch des Senats ist die kanadische Hauptstadt Ottawa.

## Stellung im politischen System

### Legislative Aufgaben
Theoretisch verfügen die beiden Parlamentskammern über nahezu identische legislative Rechte: Die Zustimmung beider Kammern ist notwendig, damit ein Gesetz in Kraft treten kann. Ausnahmen bilden Steuergesetze und Verfassungszusätze. Der britischen Tradition folgend, obliegt das Initiativrecht für Steuergesetze dem Unterhaus. Während diese im Vereinigten Königreich rein aus dem Gewohnheitsrecht folgt, orientierten sich die kanadischen Verfassungsväter in diesem Punkt an den USA: Artikel 53 des Verfassungsgesetzes von 1867 schreibt das Privileg des Unterhauses explizit fest. Ob der Senat überhaupt das Recht hat, die Steuergesetzgebung zu beeinflussen, lässt sich dem Verfassungstext nicht explizit entnehmen. Der Senat selbst steht auf dem Standpunkt, dass er durchaus Eingriffsrechte besitzt, solange diese Eingriffe die durch ein Gesetz verursachte Abgabenlast nicht steigern. Das Unterhaus hat die Senatsinterpretation nie herausgefordert.
Nach Artikel 47 Absatz 1 des Verfassungsgesetzes von 1982 kann das Unterhaus bei Verfassungsänderungen den Senat überstimmen. Allerdings muss es vor einer erneuten Abstimmung 180 Tage nach der gescheiterten Abstimmung verstreichen lassen. In allen anderen Rechtsgebieten hat der Senat zwar theoretisch die Macht, Gesetze zu stoppen, übt dieses gegenüber dem demokratisch direkt legitimierten Unterhaus aber nur selten aus. Obwohl ein Gesetzentwurf in beiden Kammern des Parlaments eingebracht werden kann, stammen die meisten Gesetzentwürfe aus dem Unterhaus. Da der Zeitplan des Senats aber flexibler ist und ausführlichere Debatten erlaubt, kann es vorkommen, dass die Regierung ein besonders komplexes Gesetz zuerst in den Senat schickt.
Oft beschäftigt sich der Senat mehr mit den Details als mit den Grundlinien eines Gesetzentwurfs und stellt zahlreiche kleinere Änderungsvorschläge, die dann auch normalerweise vom Unterhaus akzeptiert werden. Viele Gesetzentwürfe erreichen den Senat allerdings zum Ende der Sitzungsperiode, so dass der Senat faktisch keine Zeit mehr hat, sie inhaltlich zu prüfen. Zwar beschwerten sich die Senatoren regelmäßig darüber, übergangen zu werden, nickten die Gesetzentwürfe aber letztlich doch seit Jahrzehnten ab.
Bis in die 1980er Jahre hinein waren die Senatoren der Auffassung, die Senator Keith Davey (Liberal-Ontario) 1986 äußerte: „Obwohl wir nicht gewählt sind, können wir jede und alle Gesetzesinitiativen des gewählten Unterhauses blockieren. Nicht dass wir, angesichts unseres ungewählten Status, unser mächtiges Veto je benutzen würden. Würden wir es tun, würde es uns sofort genommen; und so ist es wie es sein sollte.“
Seit 1985 hat sich der Senat aktiver in die Gesetzgebung eingeschaltet. Hatte der Senat zwischen 1961 und 1985 nicht einmal von seinem Vetorecht Gebrauch gemacht, so begann er seitdem dieses öfters zu benutzen. Er widersetzte sich dem Freihandelsabkommen mit den USA ebenso wie der Goods and Services Tax (GST; frz. Taxe sur les produits et services, TPS), der ersten bundesweiten Umsatzsteuer in Kanada. In den 1990er Jahren lehnte der Senat vier Gesetzentwürfe ab: C-43, der das Recht auf Abtreibung einschränken sollte, C-93, der Bundesbehörden zusammenlegen sollte, C-28, Privatisierung des Lester B. Pearson Airports in Toronto, und C-220, der sich mit Profiten aus Autorenrechten über tatsächlich begangene Verbrechen beschäftigt.
Eine Aufgabe, die normalerweise dem Gerichtssystem obliegt, nahm der Senat bis zum Scheidungsgesetz von 1968 wahr. Scheidungen waren in Kanada bis 1930 in allen Provinzen – danach nur noch in Québec und Neufundland – nicht vor Gericht, sondern nur durch einen Parlamentserlass möglich. Der Senat gründete 1889 einen eigenen Ausschuss für Scheidungen. Zwischen 1945 und 1968 löste er beispielsweise im Schnitt 340 Ehen im Jahr.

### Regierungskontrolle
Die Kontrollmöglichkeiten des Senats über die Regierung sind stark eingeschränkt. Vor allem hat er nicht die Macht, die Amtszeit eines Premierministers oder Ministers vorzeitig zu beenden. Obwohl Kabinettsmitglieder theoretisch aus beiden Kammern kommen können, setzen sich die meisten modernen kanadischen Kabinette fast ausschließlich aus Mitgliedern des Unterhauses zusammen. Im Normalfall sitzt nur ein Minister im Senat: Der Regierungsführer im Senat (englisch Leader of the Government in the Senate, französisch Leader du gouvernement au Sénat) – ein Minister, der speziell damit beauftragt ist, die Zusammenarbeit mit dem Senat sicherzustellen.
In seltenen Fällen ernennt die Regierung auch Minister aus dem Senat. Jüngstes Beispiel ist Michael Fortier, der als Senator für Montreal gleichzeitig Minister für öffentliche Bauten und Dienste war. Premierminister Stephen Harper ernannte ihn am 6. Februar 2006, da seine Minderheitsregierung keine gewählten Vertreter aus dieser Region hatte. Fortier trat vor der Wahl 2008 zurück, um für das Unterhaus zu kandidieren, letztlich aber erfolglos.

## Mitglieder des Senats

### Regionale Zusammensetzung
Nach der kanadischen Verfassung kann jede Provinz oder jedes Territorium eine bestimmte Anzahl an Senatoren stellen. Die Verfassung teilt Kanada dazu in vier Regionen, die je 24 Senatoren stellen können: die maritimen Provinzen, (je zehn für Nova Scotia und New Brunswick, vier für Prince Edward Island), Westkanada (je sechs für Manitoba, British Columbia, Saskatchewan und Alberta), Ontario und Québec. Québec ist dabei die einzige Provinz, in der die Senatoren je spezifischen Distrikten innerhalb der Provinz zugewiesen werden – ursprünglich wurde dies so eingerichtet, um eine proportionale Repräsentation von englisch- und französischsprachigen Senatoren zu gewährleisten. Neufundland und Labrador stellt sechs Senatoren und zählt zu keiner der Regionen. Die drei Territorien Nordwest-Territorien, Yukon und Nunavut entsenden je einen Senator.
Als ein Ergebnis dieses Arrangements sind die drei Provinzen mit dem größten Bevölkerungswachstum – Ontario, British Columbia und Alberta – im Senat mittlerweile gravierend unterrepräsentiert, während die maritimen Provinzen ebenso gravierend überrepräsentiert sind. So stellt beispielsweise British Columbia mit vier Millionen Einwohnern sechs Senatoren, während Nova Scotia mit weniger als einer Million Einwohner zehn Senatorenposten besetzen kann. Die einzige Provinz, bei der Bevölkerungsanteil und Anteil der Senatoren in etwa gleich hoch ist, ist Québec.
| Provinz oder Territorium | Anzahl an Senatoren | Einwohner pro Senator (Volkszählung 2001) |
| ------------------------ | ------------------- | ----------------------------------------- |
| Alberta                  | 6                   | 495.801                                   |
| British Columbia         | 6                   | 651.290                                   |
| Manitoba                 | 6                   | 186.597                                   |
| New Brunswick            | 10                  | 72.950                                    |
| Neufundland und Labrador | 6                   | 85.488                                    |
| Nova Scotia              | 10                  | 90.801                                    |
| Nordwest-Territorien     | 1                   | 37.360                                    |
| Nunavut                  | 1                   | 26.745                                    |
| Ontario                  | 24                  | 475.419                                   |
| Prince Edward Island     | 4                   | 33.824                                    |
| Québec                   | 24                  | 301.562                                   |
| Saskatchewan             | 6                   | 163.156                                   |
| Yukon                    | 1                   | 28.674                                    |

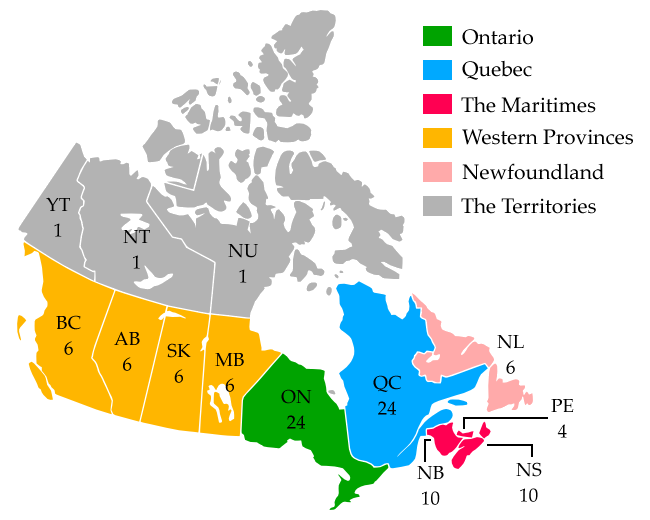
Zahl der Senatoren, die die Provinzen und Territorien entsenden

Farbliche Repräsentation der Einwohner pro Senator (rot: wenigste Einwohner => überrepräsentiert, grün: meiste Einwohner => unterrepräsentiert)

Seit 1989 wählen die Einwohner Albertas „Senatoren auf Abruf“ (englisch senators-in-waiting), um ihrer Forderung nach direkt gewählten Senatoren Nachdruck zu verleihen. Diese Wahlen sind jedoch nicht bindend, und bisher sandte der Generalgouverneur erst zwei von ihnen tatsächlich in den Senat. Brian Mulroney schlug 1990 den gewählten Stan Waters vor. Waters starb aber bereits 1991, ein Jahr nach seiner Mandatsübernahme. Der zweite war Bert Brown, der 1998 und 2004 gewählt und schließlich 2007 auf Empfehlung von Stephen Harper ernannt wurde.
Artikel 26 des Verfassungsgesetzes von 1867 erlaubt dem kanadischen Monarchen, vier oder acht zusätzliche Senatoren zu ernennen. Dabei schlägt der Premierminister je einen oder zwei Senatoren aus jeder Region vor. Bisher nahm der Premierminister erst einmal das Recht erfolgreich in Anspruch: 1990 benötigte Brian Mulroney eine konservative Mehrheit im Senat, um das Gesetz über die bundesweite Umsatzsteuer zu verabschieden. Er wollte diese durch die Ernennung von acht zusätzlichen Senatoren erlangen. Königin Elisabeth II. folgte seinem Vorschlag, womit die Verantwortung für die Ernennung beim Premierminister lag, der direkt dem Unterhaus rechenschaftspflichtig ist. 1874 lehnte Königin Victoria auf Rat der britischen Regierung den Vorschlag zusätzlicher Senatoren durch Alexander Mackenzie ab.

### Senatoren
Der Generalgouverneur ernennt in Vertretung des Königs die Senatoren. De facto hält er sich dabei an die „Empfehlungen“, die der Premierminister ausspricht. In der Praxis zeigt sich, dass ein Großteil der Senatoren ehemalige Minister, ehemalige Provinzpremiers oder andere ehemals einflussreiche Politiker sind. Das Verfassungsgesetz von 1867 schreibt die Bedingungen fest, die ein Senator erfüllen muss. Er schließt Nicht-Bürger von Kanada ebenso aus wie Personen, die jünger als 30 Jahre alt sind. Senatoren müssen ihren Wohnsitz in der Provinz haben, für die sie ernannt werden.
Aufgrund der Ernennungsprozedur kommen neue Senatoren fast ausschließlich aus der Partei des amtierenden Premierministers oder stehen ihr zumindest nahe. Einen leichten Bruch mit dieser Tradition versuchte der liberale Premierminister Paul Martin (2003–2006). Er war der Auffassung, dass riesige liberale Mehrheiten im Senat dessen verfassungsgemäße Aufgabe erheblich kompromittierten und so ein gewichtiges Demokratiedefizit darstellten, Martin ernannte fünf von 14 Senatoren seiner Amtszeit aus Reihen der Opposition. Vorher hatten nur zwei Premierminister überhaupt oppositionelle Senatoren in größerer Anzahl ernannt, wenn auch zu einem weit geringeren Anteil als Martin: Pierre Trudeau (1968–1979; 1980–1983) ernannte acht von 81 Senatoren aus den Reihen der Opposition, Kanadas erster Premierminister John Macdonald (1867–1873; 1878–1891) neun von 91. Alle anderen Premierminister zusammen ernannten nur neun oppositionelle Senatoren.
Das Verfassungsgesetz setzt gewisse Mindestgrenzen für das Vermögen der Senatoren fest. Ein Senator muss mindestens Land im Wert von 4.000 CAD in der Provinz besitzen, die er vertritt. Darüber hinaus muss er über mobile und immobile Besitzstände verfügen, die seine Schulden um mindestens 4.000 CAD übertreffen. Ursprünglich standen diese Bedingungen im Gesetz, um sicherzustellen, dass nur die ökonomische und soziale Elite Zugang zum Senatorenamt hatte. Da die finanziellen Anforderungen aber nie erhöht wurden, haben sie sich seit 1867 inflationsbedingt drastisch vermindert. Damals entsprachen 4.000 CAD etwa dem Gegenwert von 175.000 bis 200.000 heutigen kanadischen Dollar. Trotzdem hatte 1997 die römisch-katholische Nonne Peggy Butts Probleme Senatorin zu werden. Sie hatte einen Armutseid geschworen und verfügte dementsprechend über gar kein persönliches Vermögen. Die Situation konnte erst geklärt werden, als ihr Orden ihr ein kleines Stück Land überschrieb.

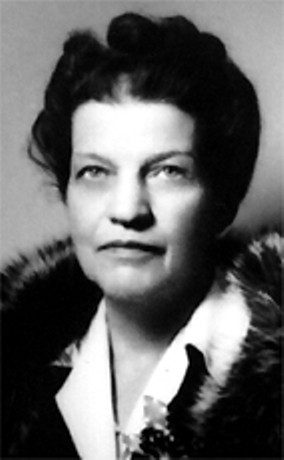
Cairine Wilson, 1930 erste Senatorin

Bis in die 1920er Jahre hinein waren nur Männer in den Senat berufen worden. 1927 forderten fünf Frauen („The Famous Five“) den Obersten Gerichtshof auf, Stellung zu nehmen, ob Frauen generell Senatorinnen werden können. Im Speziellen fragten sie, ob mit den im British North America Act angesprochenen „Personen“ („Der Generalgouverneur soll … qualifizierte Personen in den Senat berufen; und … jede so berufene Person, soll ein Mitglied des Senats und ein Senator werden“) auch Frauen gemeint seien. In Edwards v. Canada (Attorney General), bekannt geworden als „Persons Case“, beschloss das oberste Gericht einstimmig, dass nur Männer Senatoren werden könnten. Die Frauen trugen ihre Anfrage vor das Justizkomitee des Privy Council in London, damals das höchste Gericht für das Britische Empire, das weibliche Senatoren durchaus für verfassungsgemäß hielt. Vier Monate später empfahl die Regierung von Premierminister William Lyon Mackenzie King die Ernennung von Kanadas erster weibliche Senatorin: Cairine Wilson für Ontario.
Ursprünglich nahmen Senatoren ihr Amt auf Lebenszeit wahr. Seit dem British North America Act von 1965 dürfen sie nur noch bis zum vollendeten 75. Lebensjahr dienen. Ein Senator verliert seinen Sitz automatisch, wenn er den Senat in zwei aufeinander folgenden parlamentarischen Sitzungsperioden nicht besucht. Ebenso verliert ein Senator sein Mandat, der wegen Hochverrats oder anderer schwerer Verbrechen schuldig gesprochen wird, der insolvent ist oder auf anderem Wege seine ursprüngliche Qualifikation verliert.
Das Jahresgehalt betrug 2006 122.700 CAD, wobei Senatoren zusätzliche Einnahmen aus anderen öffentlichen Ämtern haben dürfen. Senatoren stehen in der protokollarischen Rangfolge Kanadas direkt über Mitgliedern des Unterhauses. Senatoren sind im Schnitt älter als Mitglieder im Unterhaus und haben im Normalfall bereits Parlamentserfahrung gesammelt. Zudem nutzen viele Premierminister den Senat für eine breite Repräsentation der Bevölkerungsgruppen, so dass der Anteil der Frauen ebenso wie der von Minderheiten höher ist als im Unterhaus.

### Liste der Senatoren
| - Amtierende Senatoren - Senatoren aus Alberta - Senatoren aus British Columbia - Senatoren aus Manitoba - Senatoren aus Neufundland und Labrador - Senatoren aus New Brunswick | - Senatoren aus Nova Scotia - Senatoren aus Ontario - Senatoren aus Prince Edward Island - Senatoren aus Québec - Senatoren aus Saskatchewan - Senatoren aus den Territorien |

## Organisation

### Funktionsträger

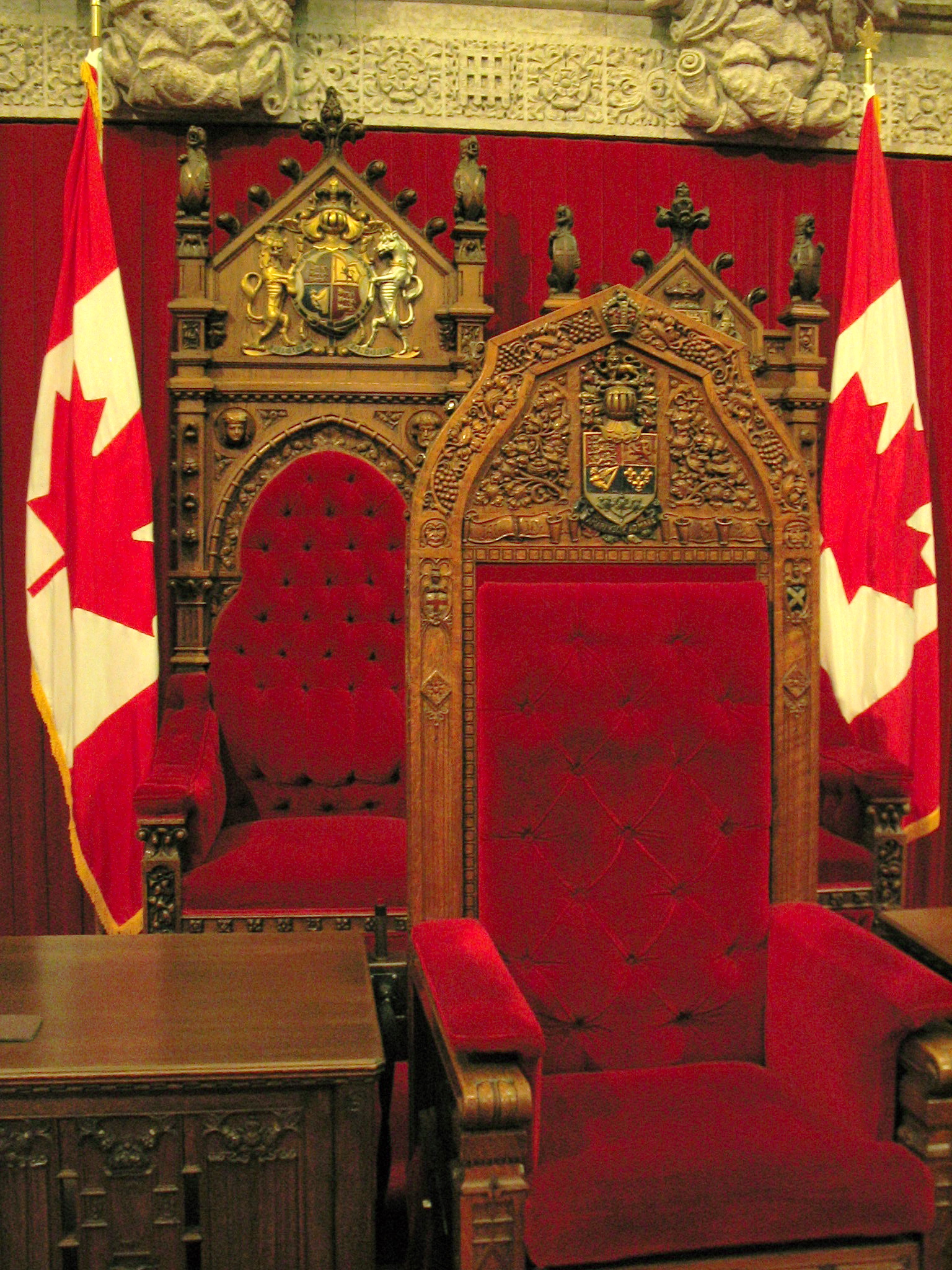
Sitz des Sprechers in der Parlamentskammer. Im Hintergrund der Thron für den König und seine Ehepartnerin oder den Generalgouverneur.

Der Vorsitzende des Senats ist der Sprecher (englisch Speaker, französisch Président du Sénat). Ihn ernennt der Generalgouverneur auf Vorschlag des Premierministers. Ihm assistiert ein Sprecher „pro tempore“, den der Senat zu Beginn jeder parlamentarischen Sitzungsperiode wählt. Wenn der Sprecher an einer Sitzung nicht teilnimmt, nimmt der Sprecher pro tempore das Sitzungspräsidium ein. Nach dem Parliament of Canada Act von 1985 kann auch der Sprecher selbst weitere Senatoren ernennen, die ihn zeitweise vertreten.
Der Sprecher leitet die Sitzungen und ruft die einzelnen Senatoren zu ihren Redebeiträgen auf. Wenn ein Senator glaubt, dass die Geschäftsordnung des Senats verletzt worden ist, kann er einen „point of order“ (frz. point d’ordre) zu Gehör bringen, den der Sprecher entscheidet. Diese Entscheidung kann aber der Senat als Ganzes überstimmen. Während der Sitzungsleitung soll der Sprecher unparteiisch bleiben, obwohl er weiterhin Mitglied seiner Partei ist. Sein Recht zur Abstimmung hat er wie jeder andere Senator auch. Derzeitige Sprecherin ist Raymonde Gangé.
Die Regierung ernennt einen Senator, der dafür verantwortlich ist, ihre Interessen im Senat zu vertreten, den Regierungsführer im Senat. Der vom Premierminister ernannte Senator (derzeit Marjory LeBreton) hat neben seinem Mandat auch einen Ministerrang im Kabinett. Er legt die Tagesordnung des Gremiums fest und versucht auch die Opposition in die Gesetzgebung einzubinden. Sein Gegenspieler bei der Opposition ist der Oppositionsführer im Senat (derzeit: Céline Hervieux-Payette), den der Oppositionsführer im Unterhaus bestimmt. Sollte die Mehrheitspartei im Unterhaus die Opposition im Senat stellen, wie beispielsweise zwischen 1993 und 2003, ernennt die Fraktion der Senatsopposition ihren Führer selbstständig.
Andere Funktionsträger, die keine Senatoren sind, sind der Sekretär (englisch Clerk, französisch greffier), der stellvertretende Sekretär (englisch Deputy Clerk, französisch greffier adjoint), der Rechtssekretär (englisch Law Clerk, französisch greffier de droit), sowie diverse andere Sekretäre. Sie beraten den Sprecher und die Senatoren über die Geschäftsordnung und den Ablauf der Senatssitzungen. Der Usher of the Black Rod (französisch: Huissier de la Verge Noire) ist für die Ordnung und Sicherheit innerhalb des Senatssaals verantwortlich. Er trägt einen zeremoniellen schwarzen Ebenholz-Stab, von dem sich sein Name herleitet. Für die Sicherheit auf dem gesamten Parlamentsgelände ist der Director General of Parliamentary Precinct Services (französisch: Directeur général des services de la Cité parlementaire) zuständig.

### Ablauf

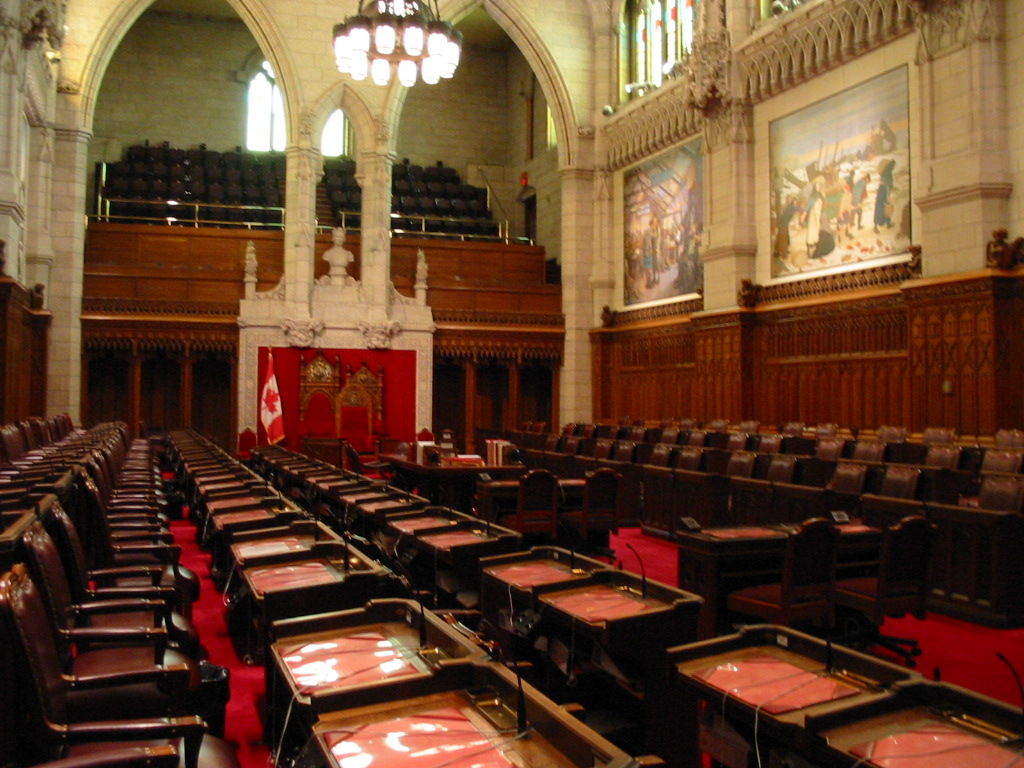
Sitzungssaal

Während des größten Teils der Senatsgeschichte war der interne Ablauf sehr informell geregelt. Er beruhte vor allem auf dem Vertrauen in ein „Gentleman“-Benehmen aller Beteiligten. Nachdem in den 1980ern die politischen Auseinandersetzungen im Senat heftiger wurden, konnte der konservative Premierminister Brian Mulroney schließlich eine wesentlich restriktivere Geschäftsordnung durchsetzen. Sie gab seinen politischen Gegnern weniger Möglichkeiten, gegen die Senatsmehrheit zu agieren. Debatten im Senat neigen im Normalfall aber immer noch dazu, weniger entlang von Parteigrenzen zu verlaufen, im Stil weniger auf Konfrontation angelegt zu sein und wesentlich öfter im Konsens zu enden als im Unterhaus.
Der Senat tagt von Montag bis Freitag. Die Debatten sind öffentlich und werden wortgetreu in den „Debates of the Senate“ beziehungsweise den „Débats du Sénat“ veröffentlicht. Anders als im Unterhaus finden normalerweise keine Live-Übertragungen der Sitzungen statt. Wenn der Senat Themen von besonderem öffentlichem Interesse behandelt, kann er sie jedoch zulassen.
Die Reihenfolge der Rede resultiert aus der Reihenfolge, in der die Senatoren sich erheben, um zum Thema zu sprechen. Der Sitzungspräsident entscheidet in unübersichtlichen Fällen, kann in dieser Entscheidung aber vom Senat selbst überstimmt werden. Anträge müssen von einem Senator vorgebracht und von einem weiteren unterstützt werden, bevor sie debattiert werden.
Das Verfassungsgesetz von 1867 setzt die Beschlussfähigkeit auf mindestens 15 anwesende Senatoren einschließlich des Sitzungspräsidenten fest. Jeder Senator kann den Sitzungspräsidenten auffordern, die Beschlussfähigkeit festzustellen. Sollte sie nicht gegeben sein, kann der Präsident mit Hilfe einer Glocke weitere im Parlamentsgebäude befindliche Senatoren auffordern, in den Sitzungssaal zu kommen. Wenn auch dann keine 15 Senatoren zusammenkommen, muss der Präsident die Sitzung auf den nächsten Tag verschieben.
Senatoren können entweder auf Englisch oder Französisch debattieren. Sie müssen ihre Rede an den gesamten Senat richten, indem sie die Senatsmitglieder mit „ehrenwerte Senatoren“ (englisch honourable Senators, französisch honorables sénateurs) adressieren. Einzelne Senatoren können sie dabei nicht direkt ansprechen, sondern müssen sie in der dritten Person erwähnen. Jeder Senator darf nur einmal zu einem Thema reden. Einzige Ausnahme ist ein Senator, der einen wichtigen Antrag gestellt hat, eine Untersuchung vorgeschlagen hat oder der ein Gesetz einbringt; dieser hat das Recht auf Antwort, so dass er am Ende der Debatte noch einmal sprechen darf. Die Redezeit ist grundsätzlich begrenzt. Die genaue Begrenzung hängt vom Debattengegenstand ab, ist aber meistens auf 15 Minuten festgesetzt. Regierungs- und Oppositionsführer unterliegen nicht diesen Zeitbeschränkungen. Die Redezeit kann durch einen entsprechenden Beschluss während einer Debatte weiter begrenzt werden. Ebenso kann der Senat beschließen, die Debatte sofort zu beenden und direkt zur Abstimmung überzugehen.
Die erste Abstimmung wird mündlich durchgeführt. Der Sitzungspräsident stellt die Abstimmungsfrage und die Senatoren antworten entweder mit „Yea“ (dafür) oder „Nay“ (dagegen). Der Sitzungspräsident verkündet danach das Ergebnis der Abstimmung. Wenn mindestens zwei Senatoren die Auswertung anzweifeln, folgt eine weitere Abstimmung. In dieser, „division“ (französisch: vote par appel nominal) genannt, erheben sich erst die Ja-Abstimmenden und der Sekretär schreibt ihre Namen auf. Danach geschieht dasselbe mit den Senatoren, die den Vorschlag ablehnen. Im letzten Gang folgen dann die Enthaltungen. In allen Fällen nimmt der Speaker im Gegensatz zum sonstigen Brauch an der Abstimmung teil. Endet eine Abstimmung unentschieden, gilt der Vorschlag als gescheitert. Stimmen keine 15 Mitglieder ab, gilt das Quorum als nicht erfüllt, die Abstimmung ist damit ungültig.
Die formale Parlamentseröffnung findet zu Beginn jeder Sitzungsperiode im Senatssaal vor den Mitgliedern beider Parlamentskammern statt. Während der Zeremonie hält der Generalgouverneur von seinem im Saal vorhandenen Sitz die Thronrede, in der er das Programm der Regierung für die kommende Sitzungsperiode darlegt. Sollte sich die Königin während der Parlamentseröffnung in Kanada aufhalten, kann auch sie die Thronrede halten.

### Ausschüsse
Das kanadische Parlament ist ein Ausschussparlament. Ausschüsse des Parlaments beraten detailliert Gesetzesvorlagen und schlagen Änderungen vor. Andere Ausschüsse überwachen die Arbeit von Regierungsbehörden und Ministerien.
Der größte Ausschuss ist der „Ausschuss des Ganzen“ (englisch Committee of the Whole, französisch comité plénier), der aus allen Senatoren besteht und sich im Plenarsaal trifft. Im Gegensatz zu offiziellen Plenarsitzung gilt bei Zusammentreffen dieses Ausschuss eine andere, etwas liberalere Geschäftsordnung – beispielsweise ist die Zahl der Redebeiträge, die ein Senator zu einem Tagesordnungspunkt abgeben kann, unbegrenzt. Der Senat kann sich selbst aus verschiedenen Gründen in den Ausschuss des Ganzen auflösen: um ein Gesetz im Detail zu besprechen oder um Aussagen anzuhören. Beispielsweise befragen die Senatoren viele künftige Funktionsträger des Senats vor der Amtsübernahme im Committee of the Whole nach ihren Qualifikationen.
Die ständigen Ausschüsse des Senats betreuen jeweils einen bestimmten Politikbereich. Dort beraten die Senatoren die anstehenden Gesetzesentwürfe. Ebenso untersuchen sie im Auftrag des Senats bestimmte Gegebenheiten und berichten ihre Ergebnisse der Kammer; dazu können sie sowohl Anhörungen durchführen als auch Beweise sammeln. Die ständigen Ausschüsse haben je nach Themengebiet zwischen neun und 15 Mitgliedern und wählen ihre eigenen Vorsitzenden.
Nichtständige Ausschüsse (englisch Special Committees, französisch comités spéciaux) ernennt der Senat ad hoc, um sich mit einem bestimmten Thema zu befassen. Die Zahl der Mitglieder schwankt je nach Ausschuss, die Zusammensetzung soll aber ungefähr die Zusammensetzung der gesamten Parlamentskammer widerspiegeln. Sie können sich mit einzelnen Gesetzen (wie zum Beispiel der Ausschuss zum Anti-Terrorismus-Gesetz (C-36), 2001) oder ganzen Themenfeldern (zum Beispiel der Ausschuss für illegale Drogen) auseinandersetzen.
Gemeinsame Ausschüsse (englisch Joint Committees, französisch comités mixtes) bestehen aus Senatoren und Mitgliedern des Unterhauses. Sie bestehen erst wieder, seitdem der Senat in den 1980ern begann, eigenständige politische Aktivität zu entwickeln. Derzeit existieren zwei gemeinsame Ausschüsse: der gemeinsame Ausschuss für Regulierungsüberprüfung, der sich mit an ihn delegierten Gesetzesvorhaben befasst und der Gemeinsame Ausschuss für die Parlamentsbibliothek, der die Sprecher von Senat und Unterhaus beim Management der Bibliothek berät. Das kanadische Parlament als Ganzes kann auch nichtständige gemeinsame Ausschüsse einberufen, die ähnlich den nichtständigen Ausschüssen des Senats funktionieren.

## Geschichte

### 1867–1984: Zaghafte Aktivität
Der Senat entstand 1867 durch den ersten British North America Act (nachträglich umbenannt in Verfassungsgesetz von 1867). Das Parlament des Vereinigten Königreichs vereinigte die Provinz Kanada (Québec und Ontario) mit Nova Scotia und New Brunswick zum neuen Dominion Kanada. Das neu geschaffene kanadische Parlament entstand nach dem Vorbild des britischen Parlaments und der meisten kanadischen Provinzparlamente in zwei Kammern. Die Verfassungsväter entschieden sich gegen einen direkt gewählten Senat, da ihrer Meinung nach dieser in den Provinzen einfach nur als Verdoppelung des Unterhauses fungierte und keine eigene Stellung einnehmen konnte. Ursprünglich hatte der Senat 72 Sitze, in denen Ontario, Québec und die Seeprovinzen je ein Drittel der Abgeordneten stellten.
Der Senat sollte in dieser Aufteilung die Rolle des House of Lords im britischen Parlament einnehmen: er sollte die soziale und ökonomische Elite repräsentieren. Laut dem damaligen kanadischen Premierminister John Macdonald handelte es sich um eine Kammer des „nüchternen Überlegens“, der die demokratischen Exzesse eines gewählten Unterhauses ausgleichen würde. Zudem würde er die Regionen gleichberechtigt repräsentieren.
Der Senat nahm während des größten Teiles seiner Geschichte keine aktiv parteipolitische Rolle ein. Situationen, in denen der Senat einen Gesetzentwurf blockierte, der das Unterhaus erfolgreich durchlaufen hatte, ergaben sich nur in Abständen von mehreren Jahren. 1875 verhinderte der Senat den Bau einer Eisenbahn von Esquimalt nach Nanaimo in British Columbia. 1913 stoppte er Zahlungen an die Marine. Die Senatsmehrheit meinte, dass die Wähler das damals umstrittene Thema in einer Neuwahl entscheiden sollten. Die Liberalen stellten jahrzehntelang die Mehrheit im Unterhaus, die Regierung, und durch die Vorschläge des Premierministers somit auch die deutliche Mehrheit im Senat. Dies änderte sich erst 1984, als die Progressiven Konservativen die Wahl gewannen und der Senat plötzlich in der parteipolitischen Opposition war. Nach einem Erdrutschsieg hatten die Konservativen mit 211 der 282 Sitze im Unterhaus die größte Regierungsmehrheit der kanadischen Geschichte. Gleichzeitig war dies der erste konservative Wahlsieg seit 1963. Von den damals 99 Senatoren waren 1984 73 Mitglieder der Liberalen. Der neue Oppositionsführer im Senat Allan MacEachen kündigte an, von dort aus eine entschiedene Opposition gegen die Regierung zu führen.

### 1984–1991: Die Opposition formiert sich
In einer Zeit, in der das Unterhaus kaum noch eine funktionierende Opposition aufweisen konnte und Debatten und Auseinandersetzungen dort dementsprechend kurz waren, entwickelte der Senat eine unvermutete Aktivität. Die Auseinandersetzungen begannen 1985, als der Senat sich lange weigerte, dem Gesetzentwurf C-11 über die Aufnahme neuer Schulden zuzustimmen, da im Gesetz nicht stand, wozu das Geld ausgegeben werden sollte. Die Presse kritisierte ihn dafür, da Finanzfragen nach deren Meinung in das Unterhaus gehörten. Zwischen Juli 1986 und dem 19. November 1987 pendelte ein Gesetzentwurf zum Gesundheitssystem zwischen Senat und Unterhaus. Das Unterhaus weigerte sich, die Änderungsvorschläge des Senats anzunehmen, der Senat weigerte sich, das Gesetz in seiner ursprünglichen Form zu akzeptieren. Schließlich, da auch die liberalen Senatoren der Meinung waren, dass das Unterhaus die höhere Legitimation hat, enthielten sie sich. Der Gesetzentwurf wurde mit 27:3 bei 32 Enthaltungen und zahlreichen abwesenden Senatoren geltendes Recht. 1988 schließlich weigerte sich der Senat, dem kanadisch-amerikanischen Freihandelsabkommen mit den USA zuzustimmen, bevor das Unterhaus nicht durch eine Neuwahl in seiner Position bestätigt wäre. Nachdem die Konservativen unter Premierminister Mulroney die 1988er-Wahlen gewinnen konnten, stimmten die Liberalen dem Gesetz zu.
1990 verschärfte sich der Gegensatz weiter, als die Regierung Mulroney die bundesweite Umsatzsteuer einführen wollte. Allein im Unterhaus benötigte sie dafür neun Monate der Diskussion und der Senat war nicht gewillt, dem zuzustimmen. Mulroney nutzte am 27. September einen weithin unbekannten Verfassungsartikel, der ihm erlaubte, acht zusätzliche Senatoren zu ernennen und so die Mehrheit in der Kammer knapp zu seinen Gunsten zu kippen. Die Liberalen nutzten in Folge alle Möglichkeiten der Geschäftsordnung und begannen einen lang anhaltenden Filibuster. Zeitweise war dieses Verfahren für Mulroney „parlamentarischer Terrorismus“. Während des Streits sanken die Liberalen in den Meinungsumfragen auf einen historischen Tiefpunkt, aber auch Mulroneys Ansehen nahm ab. Am 13. Dezember verabschiedete das Parlament das Gesetz schließlich. Die Senatoren mussten anschließend die Weihnachtspause durcharbeiten, um die Arbeit zu erledigen, die sich während der Umsatzsteuer-Debatte angehäuft hatte.

### Seit 1991: Abstimmungsniederlagen der Regierung
Trotz der konservativen Mehrheit verlor die Regierung nach 1991 erstmals Abstimmungen. Ein Gesetz, das das Abtreibungsrecht verschärfen sollte, führte am 31. Januar 1991 zu einem 43:43, es konnte also nicht in Kraft treten. War diese Abstimmung noch nach Gewissensfreiheit und ohne Fraktionszwang geführt worden, defektierten 1993 genug konservative Senatoren, um eine groß angelegte Verwaltungsreform (Gesetzentwurf C-93) zu verhindern. Die Reform sollte mehrere Regierungsbehörden auflösen und zusammenlegen. Besonderen Widerspruch sowohl der Künstler als auch der Wissenschaftler erntete der Versuch, den die Kunst fördernden Canada Council mit dem für Geistes- und Sozialwissenschaften zuständigen Social Sciences and Humanities Council zusammenzulegen. Die Abstimmung endete am 3. Juni 1993 wieder in einem Unentschieden, was eine Ablehnung bedeutete.
1993 trat Brian Mulroney als Premierminister zurück, seine Nachfolgerin Kim Campbell verlor die von ihr angesetzten Wahlen am 25. Oktober 1993 erdrutschartig und die Progressiv-konservative Partei schrumpfte auf zwei Sitze im Unterhaus. Der neue liberale Premierminister Jean Chrétien musste sich nun mit einer konservativen Senatsmehrheit auseinandersetzen. 1994 verkündete der Senat prompt, eine Wahlrechtsänderung der Liberalen abzulehnen, so dass die Regierung das Gesetz noch vor der Abstimmung zurückzog.
Wesentlich heftiger waren die Auseinandersetzungen um den Pearson International Airport in Toronto, Kanadas wichtigsten Verkehrsflughafen. Eines von Chrétiens wichtigsten Wahlversprechen war es, die von Mulroney eingeleitete Privatisierung des Flughafens rückgängig zu machen. Der Senat weigerte sich. Das Gesetz pendelte zwischen dem 7. Juli 1994 und dem 19. Juni 1996 zwischen den Parlamentskammern. Die Abstimmung endete 48:48, womit auch dieses Gesetz nicht in Kraft trat. Mit der Drohung, Zusatzsenatoren zu ernennen und mit der neuen Mehrheit ein identisches Gesetz durch den Senat zu bekommen, gelang es Chrétien aber, die anvisierten Käufer zu einem Rücktritt vom Kaufvertrag im Ausgleich für eine Entschädigungszahlung zu zwingen. Mehrere weitere Gesetze kamen im Senat erst gar nicht zur Abstimmung, weil die Regierung sie vorher zurückzog. Die Ära eines oppositionellen Senats endete erst, als Chrétien im April 1997 zwei neue Senatorinnen ernannte. Diese kippten die Mehrheitsverhältnisse eindeutig zugunsten der Liberalen. Dadurch waren bis zum Februar 2006 Unterhaus- und Senatsmehrheit wieder identisch. Nachdem die Konservativen 2006 wieder die Wahlen gewannen, begannen sie energisch mit weiteren Versuchen, den Senat zu reformieren.

## Senatsreform

### Konzepte
Vorschläge für eine Senatsreform tauchen seit Gründung des Senats regelmäßig in der Diskussion auf. Sämtliche kanadischen Provinzen haben ihre zweiten Kammern bereits abgeschafft. Schon 1947 beschrieb der Wissenschaftler MacGregor Dawson in seiner einflussreichen Studie des kanadischen Regierungssystems den Senat als „so schwerfällig und träge, dass er nur noch fähig wirkt, die formalsten Funktionen zu erfüllen“, „er hat nicht die Hoffnungen seiner Gründer erfüllt, und man tut gut daran sich zu erinnern, dass diese Hoffnungen von Anfang an nicht außerordentlich groß waren.“ Eine erste Reform brachte das Verfassungsgesetz von 1965, das ein Höchstalter für Senatoren von 75 Jahren festsetzte.
Vor allem konzentrierten sich die meisten Vorschläge darauf, das Ernennungsverfahren zu ändern. Unterstützung durch die breitere Öffentlichkeit gewannen sie aber erst in den 1980ern, nachdem der Senat begann, politischen Einfluss zu gewinnen. Zudem ermöglichte erst das Verfassungsgesetz von 1982 den Kanadiern, ihre Verfassung entscheidend zu ändern, ohne den Umweg über das britische Parlament zu nehmen.
Erstes bekanntes Beispiel für weit verbreiteten Unmut gegen den Senat waren die Reaktionen auf das National Energy Program, das Premierminister Pierre Trudeau 1980 gegen vehemente Opposition in Westkanada durchsetzte. Das Gesetz passierte den Senat ohne Widerstände, da die meisten Senatoren von Trudeaus Vorgänger, ebenfalls Mitglied der Liberalen Partei, ernannt worden waren. In Westkanada erreichte die Unzufriedenheit mit dem Senat erstmals Momentum. Politiker in Alberta protestierten gegen ihre niedrige Senatorenzahl im Verhältnis zur Bevölkerungsgröße und forderten einen Drei-E-Senat (elected – gewählt; equal – gleich(berechtigte Repräsentation); effective). Befürworter hofften, dass eine gleich starke Vertretung aller Provinzen die Interessen kleinerer Provinzen gegenüber Ontario und Québec schützen würde. Eine Verteilung nach diesem Muster hätte jedoch keine gleiche Repräsentation pro Einwohner gewährleistet: Ontario beispielsweise hat etwa hundertmal so viele Einwohner wie Prince Edward Island; ein Senator der Provinz hätte nur ein Hundertstel der Einwohner vertreten, die ein Senator aus Ontario vertreten hätte.

### Versuchte Verfassungsänderungen 1985, 1987 und 1992
Nach seinen Problemen mit dem C-11-Gesetz 1985 versuchte der konservative Premierminister Brian Mulroney dem Senat das Mitspracherecht über Steuergesetze zu entziehen. Der Versuch einer Verfassungsänderung versandete nach kurzer Diskussion: die Parlamente sowohl Manitobas als auch Québecs hatten hinreichend klargemacht, dass sie die Verfassungsänderung nicht unterstützen würden: Manitoba, weil es nur eine komplette Abschaffung des Senats unterstützen würde, Québec, da es das Verfassungsgesetz von 1982 nicht anerkannte, auf dessen Bestimmungen das ganze Verfahren beruhte.
Mulroney schlug 1987 den Meech Lake Accord (frz. Accord du lac Meech) vor, eine Reihe von Verfassungszusätzen, die den Provinzregierungen ein Vorschlagsrecht für Senatoren einräumten, aus denen die Bundesregierung wählen müsste. Wiederum scheiterte er daran, die Unterstützung der Provinzparlamente zu gewinnen. Der darauf folgende Charlottetown Accord (frz. Accord de Charlottetown) von 1992 sah vor, jede Provinz durch eine gleiche Zahl von Senatoren vertreten zu lassen – entweder direkt gewählt oder durch die Provinzparlamente bestimmt. Mulroney versuchte bei diesem Anlauf nicht den Weg durch die Provinzparlamente, sondern ließ eine Volksabstimmung durchführen. Die Kanadier lehnten die Verfassungsänderung am 26. Oktober 1992 mit 54,3 % zu 45,7 % ab, wobei die Gegner besonders in Québec und Westkanada gute Ergebnisse erzielten. Dort kritisierten der Bloc Québécois (Québec) und die Reformpartei (Westkanada) in ihren großen Kampagnen jeweils die ungenügende Reichweite der Änderungen, die letztlich nur die Macht der Eliten in Ottawa festigen würden.

### Aktuelle Entwicklungen

#### Positionen
Die Neue Demokratische Partei und der Bloc Québécois fordern die Abschaffung des Senats. Ebenso hat sich der Premier Ontarios, Dalton McGuinty, für die Auflösung der Kammer ausgesprochen. Die Liberale Partei hat keine offizielle Haltung zur Senatsreform, die Konservative Partei unterstützt die Direktwahl der Senatoren.

#### Harper-Plan
Premierminister Stephen Harper brachte am 30. Mai 2006 den Gesetzentwurf S-4 im Senat ein, der die Amtszeit der neuen Senatoren auf acht Jahre begrenzen sollte. Zusätzlich versprach er vor seinem Amtsantritt, jeweils Wahlen anzusetzen, um freie Plätze im Senat aufzufüllen. Im Gegensatz zu den vorherigen Reformversuchen wollte er dieses Ziel ohne eine Verfassungsänderung erreichen. Seinem Plan zufolge schlägt der Premierminister die jeweiligen Wahlgewinner offiziell dem Generalgouverneur vor.
Im Dezember brachte er den Gesetzentwurf C-43 über „die Befragung der Wähler …… im Verhältnis zur Ernennung von Senatoren“ ein. Danach wählen die Kanadier ihre Senatoren gleichzeitig mit den Bundes- oder Provinzwahlen nach dem Präferenzwahlsystem. Aufgrund der Verfassung ist das Ergebnis allerdings nicht bindend. Es liegt weiterhin in der Entscheidungsgewalt des Premierministers die Wahlgewinner auch tatsächlich dem Generalgouverneur vorzuschlagen. Die Zusammensetzung nach Provinzen innerhalb des Senats ändert das Gesetz nicht.

#### Murray-Austin-Amendment
Um die Zusammensetzung des Senats zu ändern, schlugen die Senatoren Lowell Murray (PC-Ontario) und Jack Austin (Liberal-British Columbia) am 22. Juni 2006 eine Verfassungsänderung vor. Danach würde der Senat auf 117 Sitze aufgestockt, die Anzahl der Senatoren aus Westkanada erhöht. British Columbia würde eine eigenständige Region, die derzeitigen sechs Sitze der Provinz würden auf die anderen westkanadischen Provinzen aufgeteilt. Nach der Verfassungsänderung hätte British Columbia zwölf Sitze, Alberta zehn, Saskatchewan sieben und Manitoba sieben anstatt bisher jeweils sechs. Ebenso erhöhte sich auch die Zahl der Zusatzsenatoren, die die Königin ernennen kann, von vier oder acht auf fünf oder zehn. Ein Sonderausschuss des Senats zur Senatsreform unterstützte den Vorschlag am 26. Oktober und verwies das Thema zurück an den Senat als ganzen. Der Senat hat jedoch nicht darüber beschlossen und nachdem inzwischen die dreijährige Frist zur Verfassungsänderung abgelaufen ist, ist der Entwurf hinfällig geworden.

## Sitz

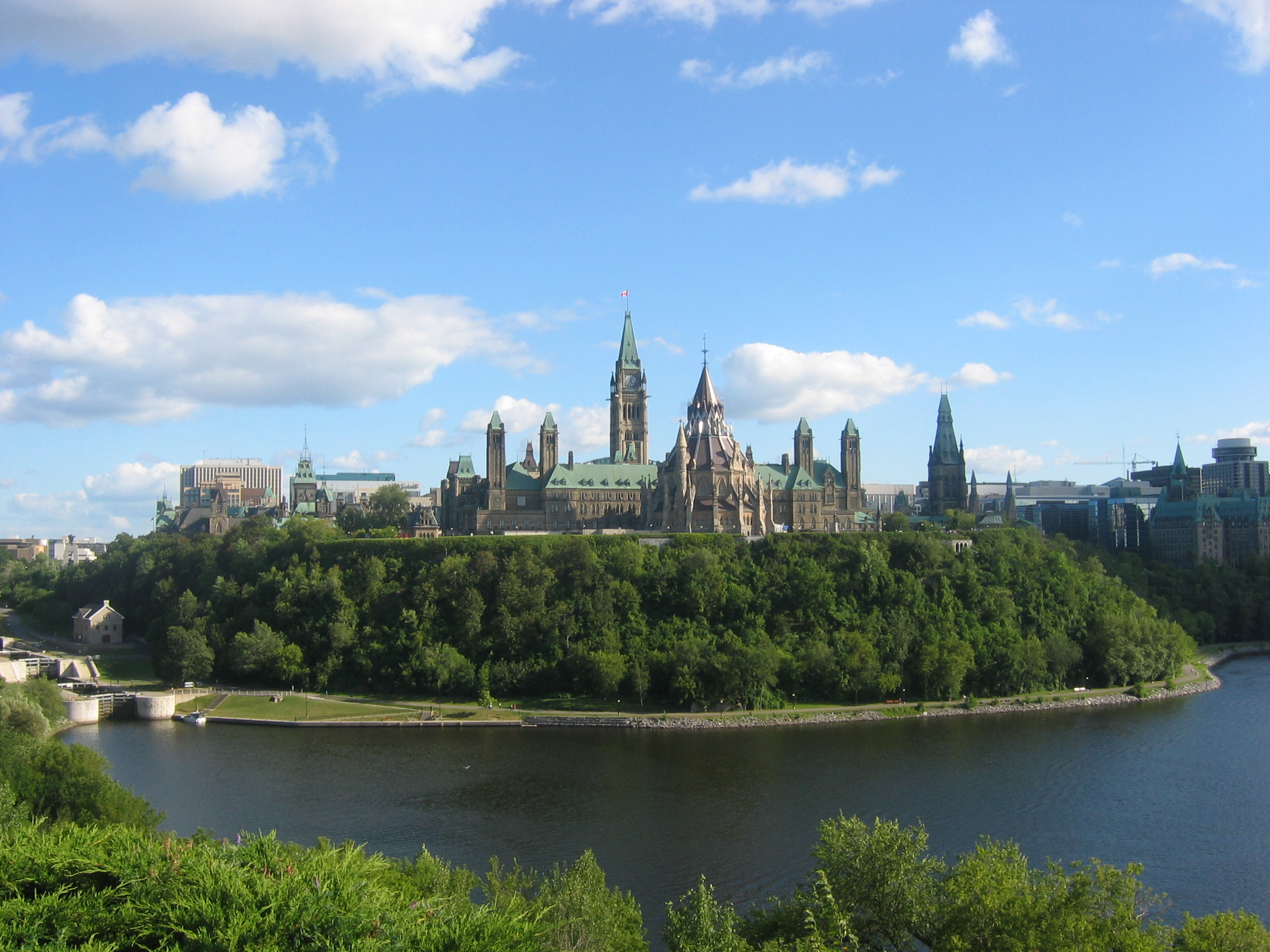
Parlamentshügel

Der Senat tagt auf dem Parliament Hill (frz. Colline du Parlement) in Ottawa, Ontario. Der Senatssaal heißt informell „rote Kammer“ in Anspielung auf den roten Stoff, der den Saal farblich dominiert. Seine Innengestaltung hebt sich damit vom Grün des Unterhauses ab. Das kanadische Parlament folgt der farblichen Gestaltung des britischen Parlaments, in dem das House of Lords in einem luxuriösen Raum mit roter Inneneinrichtung tagt, während das House of Commons in einem kargen grün eingerichteten Raum debattiert.
Die Sitze von Regierungs- und Oppositionspartei liegen der britischen parlamentarischen Tradition entlang eines Mittelgangs einander gegenüber. Der Sitz des Sprechers befindet sich an einem Ende des Gangs, direkt davor der Tisch für die Sekretäre. Mitglieder der Regierung sitzen rechts des Sprechers, Mitglieder der Opposition links davon.

## Aktuelle Zusammensetzung
Bedingt durch die lange Regierungszeit liberaler Premierminister stellt die Liberale Partei mehr als die Hälfte der Senatoren. Da die aktuelle konservative Regierung aber die meisten Funktionsträger bestimmt und die Tagesordnung kontrolliert, liegt die Senatsführung in den Händen der Konservativen. Die anderen wichtigen Oppositionsparteien des Unterhauses, Bloc Québécois und Neue Demokratische Partei, sind überhaupt nicht im Senat vertreten. Senatorin Lillian Dyck bezeichnete sich zwar als Neue Demokratin, da die Partei aber den Senat als Ganzes ablehnt, weigerte sie sich auch Dyck als Vertreterin anzuerkennen; Dyck schloss sich 2009 der liberalen Fraktion an. Ebenso hat die Liberale Partei den Senator Raymond Lavigne ausgeschlossen (er selbst sieht sich aber durchaus noch als Parteimitglied). Obwohl die Progressiv-Konservativen sich auf Bundesebene bereits 2003 mit der Kanadischen Allianz zur Konservativen Partei vereinigten, weigerten sich drei Senatoren, den Schritt mit zu vollziehen. Premierminister Paul Martin ernannte danach zwei weitere Senatoren, die als Progressiv-Konservative firmierten. Von den ursprünglich fünf Senatoren ist einer verstorben, einer trat der vereinigten Konservativen Partei bei und ein dritter erreichte 2009 die Alterslimite, so dass die auf Bundesebene eigentlich nicht mehr existente Partei trotzdem zwei Senatoren stellt.
| Partei | Partei                     | Senatoren |
| ------ | -------------------------- | --------- |
|        | Independent Senators Group | 042       |
|        | Konservative Partei        | 018       |
|        | Progressive Senate Group   | 014       |
|        | Canadian Senators Group    | 012       |
|        | Unabhängige                | 06        |
|        | Vakant                     | 013       |
| Gesamt | Gesamt                     | 105       |